# Stanisław Kowalski
Pour les articles homonymes, voir Kowalski.
Stanisław Kowalski, né le 14 avril 1910 et mort le 5 avril 2022 à Świdnica, est un athlète polonais. Il est le premier sprinter à courir dans la catégorie M105. Le 22 mars 2018, il devient doyen de Pologne à l’âge de 107 ans.

## Biographie
Stanislaw Kowalski est né le 14 avril 1910 dans le village de Rogówek où il vécut jusqu'à la fin des années trente. Après son mariage, il a déménagé à Brzeźnica. En 1952, en raison de l'élargissement des limites du terrain d'entraînement militaire, il dut quitter sa maison nouvellement construite et vivre en Basse-Silésie, dans le village de Krzydlina Wielka, où il dirigeait une petite ferme et travaillait pour le chemin de fer. Il vit à Świdnica à partir de 1979,. Sa mère a vécu jusqu'à 99 ans. Pendant plusieurs dizaines d'années, Kowalski s'est rendu au travail à vélo, quel que soit le temps qu'il faisait à l'extérieur.

## Carrière
Le 10 mai 2014, à l'âge de 104 ans, Kowalski a établi le record d'Europe du 100 m des plus de cent ans en 32 s 79,. Aucun centenaire européen n'avait couru sur une telle distance avant lui. Cependant, Kowalski n'a pas battu le record du monde du Japonais Hidekichi Miyazaki établi le 3 octobre 2010 alors qu'il avait 100 ans en un temps de 29 s 83.

## Championnats d’Europe vétérans en salle
- Championnats d’Europe de 2015, à Toruń
  - 100 mètres: 34 s 50
  - Lancer du poids: 4,27 m
  - Lancer du disque: 7,50 m[10]

## Distinctions
- 2015 : Croix d'or du Mérite polonais (Złoty Krzyż Zasługi)